# Juegos Suramericanos de Playa de 2014
Los Juegos Suramericanos de Playa 2014 organizados por la ODESUR tenía previsto disputarse en Venezuela el 3 de diciembre hasta el 13 de diciembre de 2013, pero por falta de pasajes aéreos hacia Venezuela se llevaron a cabo entre el 14 y el 24 de mayo de 2014.

## Proceso de selección
La Organización Deportiva Suramericana (ODESUR) eligió por unanimidad a Venezuela durante la Asamblea General de la Organización celebrada en Río de Janeiro en 2011, luego de que ningún otro país presentara su candidatura para la organización del evento.

## Escenarios
Las competencias se realizaron a lo largo y ancho del estado de Vargas, cabe destacar que la gran mayoría de competencias se escenificaron en la ciudad de La Guaira, capital del estado, la cual alberga más de 60.000 habitantes (donde se llevarán a cabo las pruebas de "arena") y la ciudad de Naiguatá 

### La Guaira
Las competencias programadas en La Guaira se llevaron a cabo en el polideportivo playero de "Camurí Chico" llamado Coliseo Hugo Chávez ubicado en el balneario homónimo, el cual está compuesto por un coliseo playero y varias canchas alternas, dicho complejo es el primero de esta clase en América Latina.
Las competencias realizadas en esta ciudad fueron:
- Coliseo Hugo Chávez: voleibol de playa, rugby playa, fútbol playa y tenis playa
- Club Camurí Grande: Natación en aguas abiertas

### Naiguatá
Esta ciudad de 14.000 habitantes fue el escenario de:
- Club Puerto Azul: Esquí náutico y Vela
- Playa la Punta: Surf

## Participantes

### Países participantes
En los Juegos Suramericanos de Playa de 2014 participaron 13 de las 14 naciones afiliadas a ODESUR.
| Equipos participantes | Equipos participantes | Equipos participantes |
| --------------------- | --------------------- | --------------------- |
| Argentina             | Ecuador               | Perú                  |
| Bolivia               | Guyana                | Surinam               |
| Brasil                | Panamá                | Uruguay               |
| Chile                 | Paraguay              | Venezuela             |
| Colombia              |                       |                       |

### Deportes
Se compitió en 10 disciplinas en las ramas femenina y masculina en 2 ciudades:
| - Balonmano playa - Esquí náutico - Fútbol playa - Natación en aguas abiertas - Rugby playa | - Surf - Tenis playa - Triatlón - Vela - Voleibol playa |

## Calendario
| CI | Ceremonia de inauguración | ● | Competencia | 1 | Premiación | CC | Ceremonia de clausura |

| Mayo                       | Mayo                       | 14 Mie | 15 Jue | 16 Vie | 17 Sab | 18 Dom | 19 Lun | 20 Mar | 21 Mie | 22 Jue | 23 Vie | 24 Sab | Eventos |
| -------------------------- | -------------------------- | ------ | ------ | ------ | ------ | ------ | ------ | ------ | ------ | ------ | ------ | ------ | ------- |
| Ceremonias                 | Ceremonias                 | CI     |        |        |        |        |        |        |        |        |        | CC     |         |
| Balonmano playa            | Balonmano playa            | ●      | ●      | ●      | 2      |        |        |        |        |        |        |        | 2       |
| Tenis playa                | Tenis playa                |        | ●      | ●      | ●      | 5      |        |        |        |        |        |        | 5       |
| Esquí acuático             | Esquí acuático             |        | ●      | ●      | 6      |        |        |        |        |        |        |        | 6       |
| Triatlón                   | Triatlón                   |        | 3      |        |        |        |        |        |        |        |        |        | 3       |
| Rugby playa                | Rugby playa                |        |        |        | ●      | ●      | 2      |        |        |        |        |        | 2       |
| Vela                       | Vela                       |        |        |        |        | ●      | ●      | 4      | ●      | ●      | ●      | 4      | 8       |
| Fútbol playa               | Fútbol playa               |        |        |        |        |        |        | ●      | ●      | ●      | ●      | 1      | 1       |
| Natación en aguas abiertas | Natación en aguas abiertas |        |        |        |        |        |        | 2      | 2      | 1      |        |        | 5       |
| Voleibol playa             | Voleibol playa             |        |        |        |        |        |        | ●      | ●      | ●      | 2      |        | 2       |
| Surf                       | Surf                       |        |        |        |        |        |        |        |        | ●      | ●      | 5      | 5       |
| Total de eventos           | Total de eventos           |        | 3      | 0      | 8      | 5      | 2      | 6      | 2      | 1      | 2      | 10     |         |
| Total acumulativo          | Total acumulativo          |        | 3      | 3      | 11     | 16     | 18     | 24     | 26     | 27     | 29     | 39     | 39      |
| Mayo                       | Mayo                       | 14 Mie | 15 Jue | 16 Vie | 17 Sab | 18 Dom | 19 Lun | 20 Mar | 21 Mie | 22 Jue | 23 Vie | 24 Sab | Eventos |

## Medallero
País anfitrión resaltado y en negrilla.
| Núm.  | País            | Oro | Plata | Bronce | Total |
| ----- | --------------- | --- | ----- | ------ | ----- |
| 1     | Venezuela (VEN) | 10  | 13    | 8      | 31    |
| 2     | Argentina (ARG) | 6   | 11    | 11     | 28    |
| 3     | Brasil (BRA)    | 6   | 9     | 4      | 19    |
| 4     | Ecuador (ECU)   | 5   | 3     | 4      | 12    |
| 5     | Colombia (COL)  | 5   | 1     | 3      | 9     |
| 6     | Perú (PER)      | 5   | 0     | 3      | 8     |
| 7     | Uruguay (URU)   | 1   | 1     | 2      | 4     |
| 8     | Chile (CHI)     | 1   | 0     | 3      | 4     |
| 9     | Paraguay (PAR)  | 0   | 1     | 1      | 2     |
| Total | Total           | 39  | 39    | 39     | 117   |